# The Miser's Daughter (film 1910)
The Miser's Daughter è un cortometraggio muto del 1910 diretto da Harry Solter. Prodotto e distribuito dalla Independent Moving Pictures, aveva come interpreti Florence Lawrence e King Baggot.

## Produzione
Il film fu prodotto dall'Independent Moving Pictures Co. of America (IMP).

## Distribuzione
Il film - un cortometraggio in una bobina - uscì nelle sale statunitensi il 4 aprile 1910, distribuito dall'Independent Moving Pictures Co. of America (IMP).